# Wrexham
Wrexham (AFI: /ˈrɛksəm/), in gallese Wrecsam (AFI: /ˈwrɛksam/), è una comunità del Galles, cittadina industriale di 63 000 abitanti, situata nel nord-est del Galles al confine con la contea inglese del Cheshire.
È il capoluogo dell'omonimo distretto di contea.

## Amministrazione

### Gemellaggi
- Racibórz